# 비냐방가 와이나이나

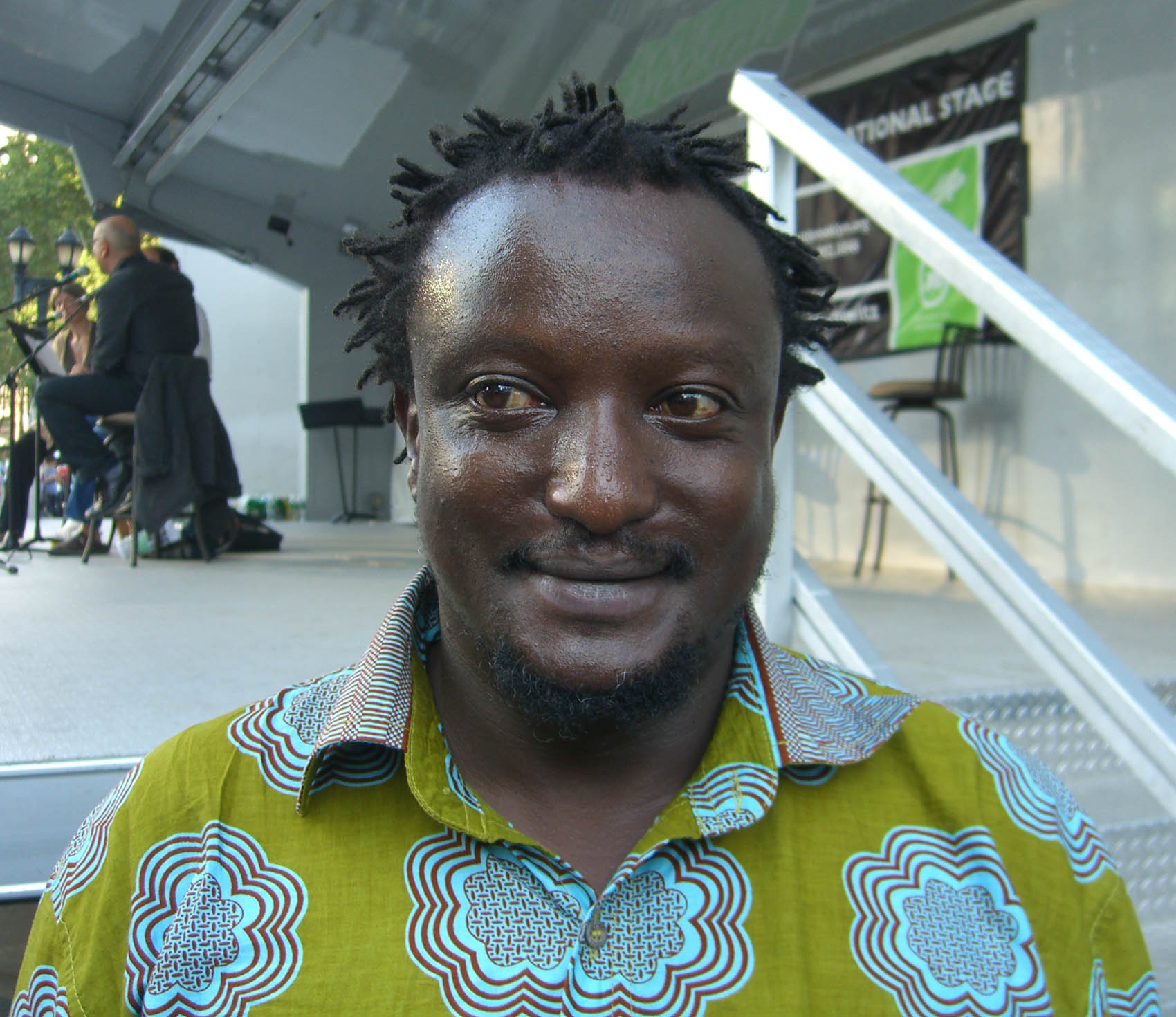
비냐방가 와이나이나

비냐방가 와이나이나(Binyavanga Wainaina, 1971년 1월 18일 ~ 2019년 5월 21일)는 케냐의 나이로비에서 태어난 작가이다. 나쿠루의 모이 초등학교, 시카의 망구 고등학교, 나이로비의 레나나 학교에서 공부하고 남아프리카 공화국의 트란스케이 대학교에서 통상을 전공했다. 그 후 남아프리카 공화국의 케이프타운으로 옮겨 몇 년간 음식과 여행 전문 프리랜스 작가로 활동하였다.
2002년 7월 와이나이나는 〈고향의 발견(Discovering Home)〉이라는 단편소설로 뛰어난 아프리카 작가에게 수여되는 케인 상(Caine Prize)을 수상하였다. 와이나이나는 《콰니?(Kwani?)》지의 창간 편집인이기도 하다. 《콰니?》 지는 《트랜지션(Transition)》 지 이후 동아프리카에서 발행된 문예지 가운데 가장 중요한 잡지이다.
2003년에는 케냐 문학에 대한 공로로 케냐 출판협회로부터 상을 받았다. 현재 영국의 이스트 앵글리아 대학교에서 문예 창작 석사 공부 중이다.
그의 글은 케냐의 《이스트 애프리컨》 지, 《내셔널 지오그래픽》 지, 남아프리카 공화국의 《선데이 타임스》 지, 영국의 《가디언》 지 등에 실린 바 있다.